# Новообиходівська сільська рада
| Новообиходівська сільська рада — колишній орган місцевого самоврядування у Немирівському районі Вінницької області з адміністративним центром у с. Нові Обиходи. Сільській раді підпорядковані населені пункти: - с. Нові Обиходи - с. Самчинці |

## Склад ради
Рада складається з 16 депутатів та голови.

## Керівний склад сільської ради
| ПІБ                             | Основні відомості                                                 | Дата обрання | Дата звільнення |
| ------------------------------- | ----------------------------------------------------------------- | ------------ | --------------- |
| Мовчан-Ковальчук Ніна Йосипівна | Сільський голова, 1964 року народження, освіта, позапартійна      | 26.03.2006   | 31.10.2010      |
| Білик Ніна Василівна            | Сільський голова, 1970 року народження, освіта вища, позапартійна | 31.10.2010   |                 |

Примітка: таблиця складена за даними джерела